# Cmentarz wojenny nr 368 – Limanowa-Jabłoniec

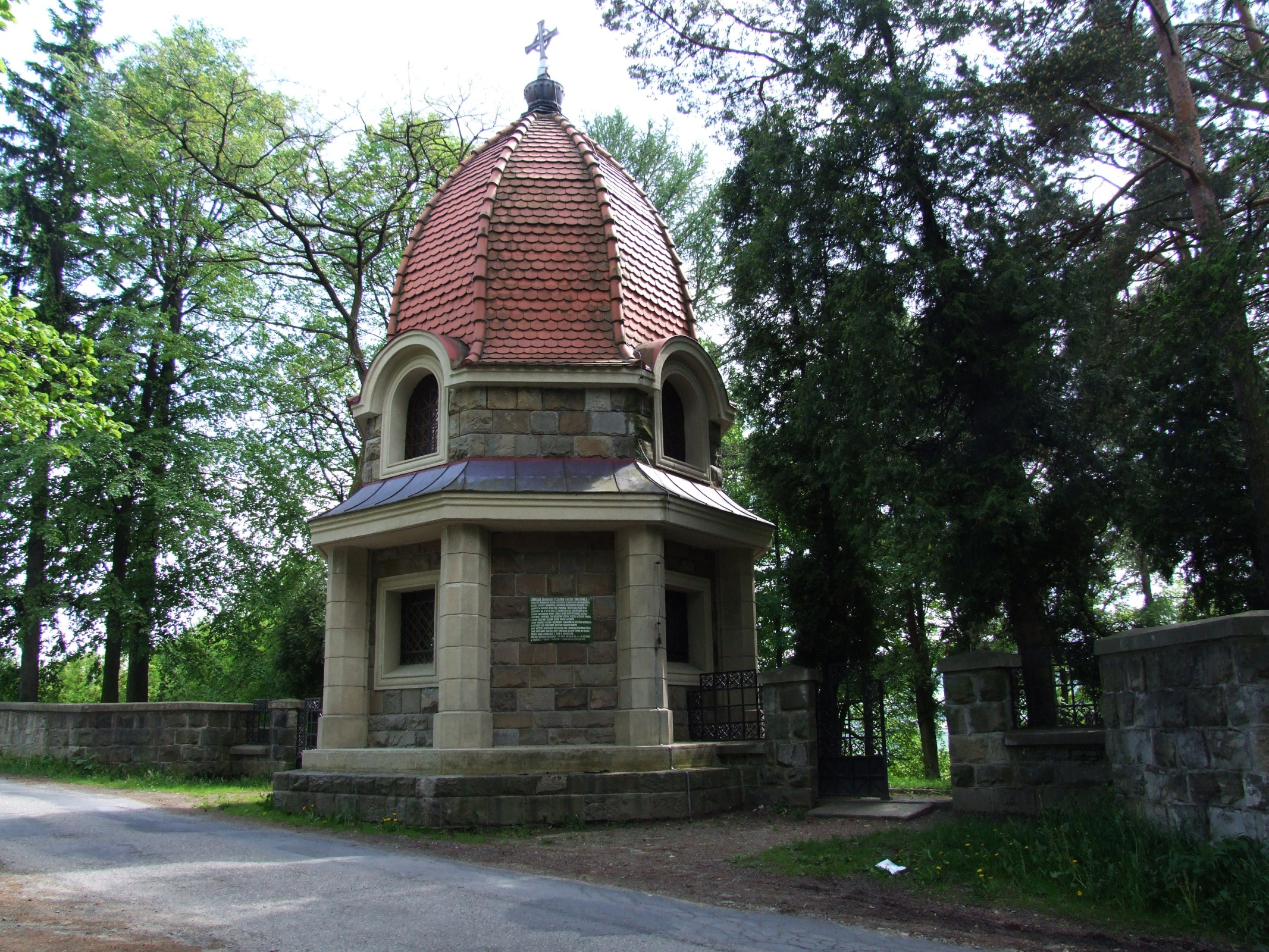
Kaplica cmentarna

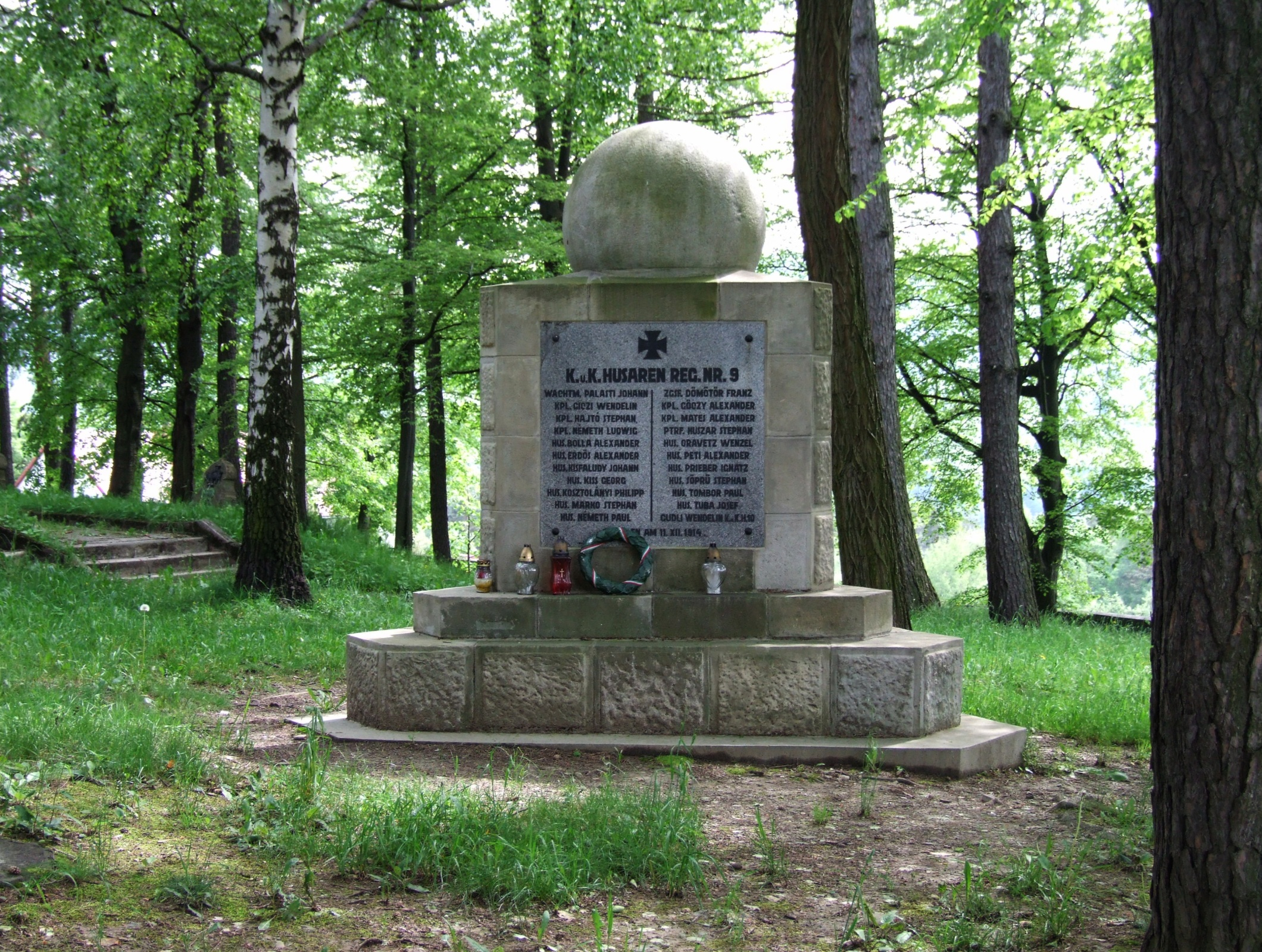
Pomnik pułkownika Othmara Muhra

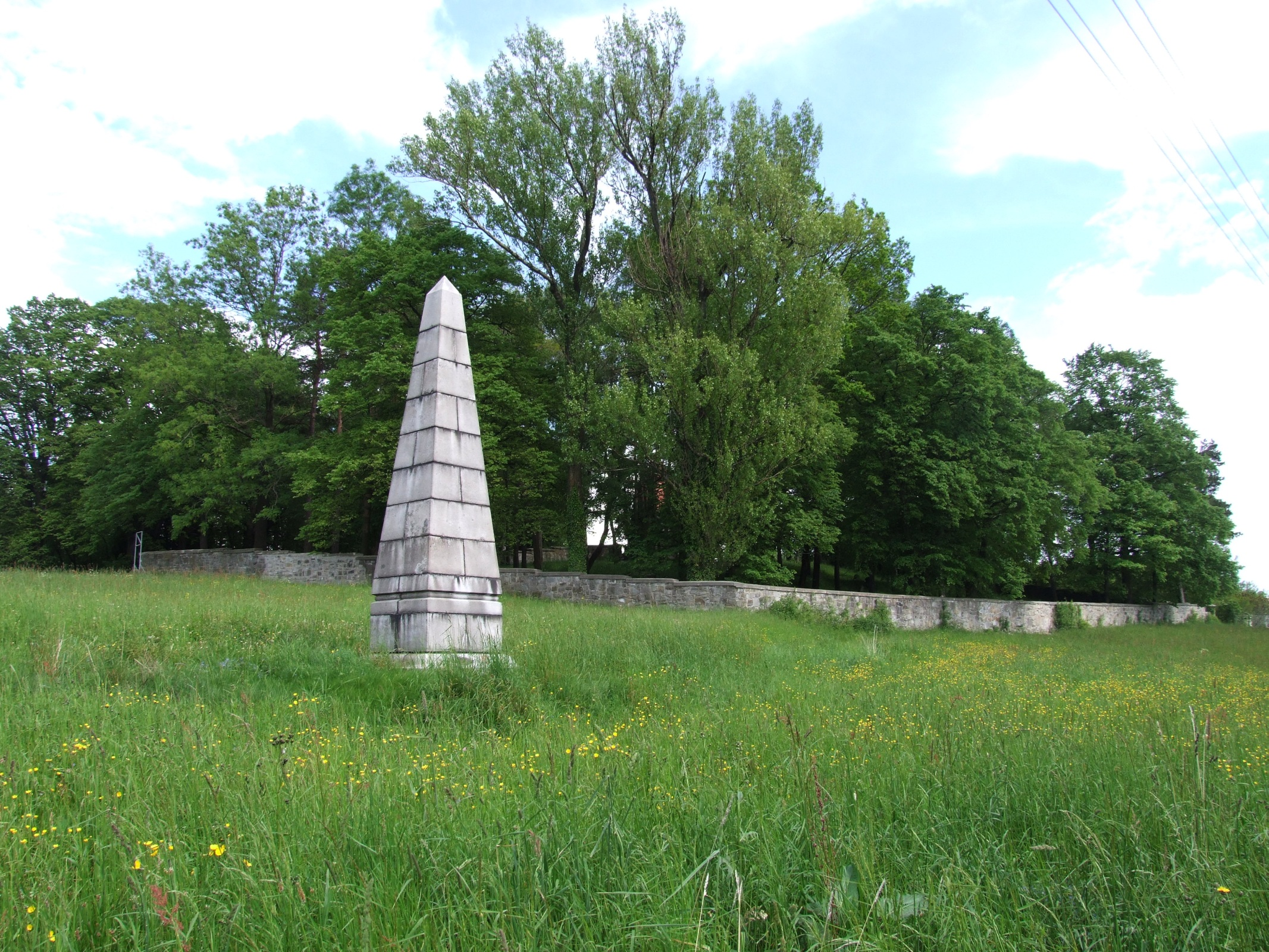
Kolumna przed cmentarzem

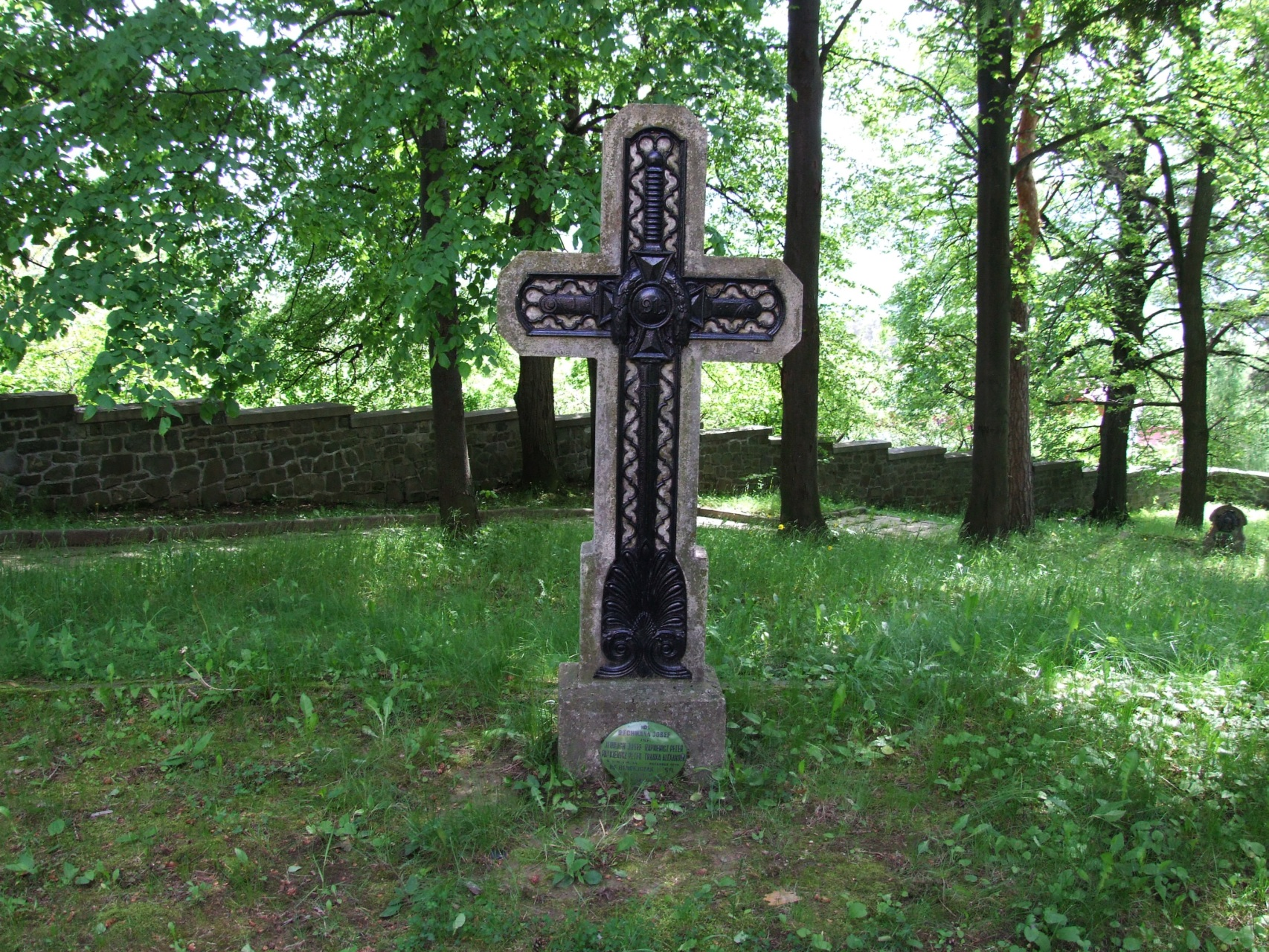
Jeden z nagrobków żołnierzy austriackich

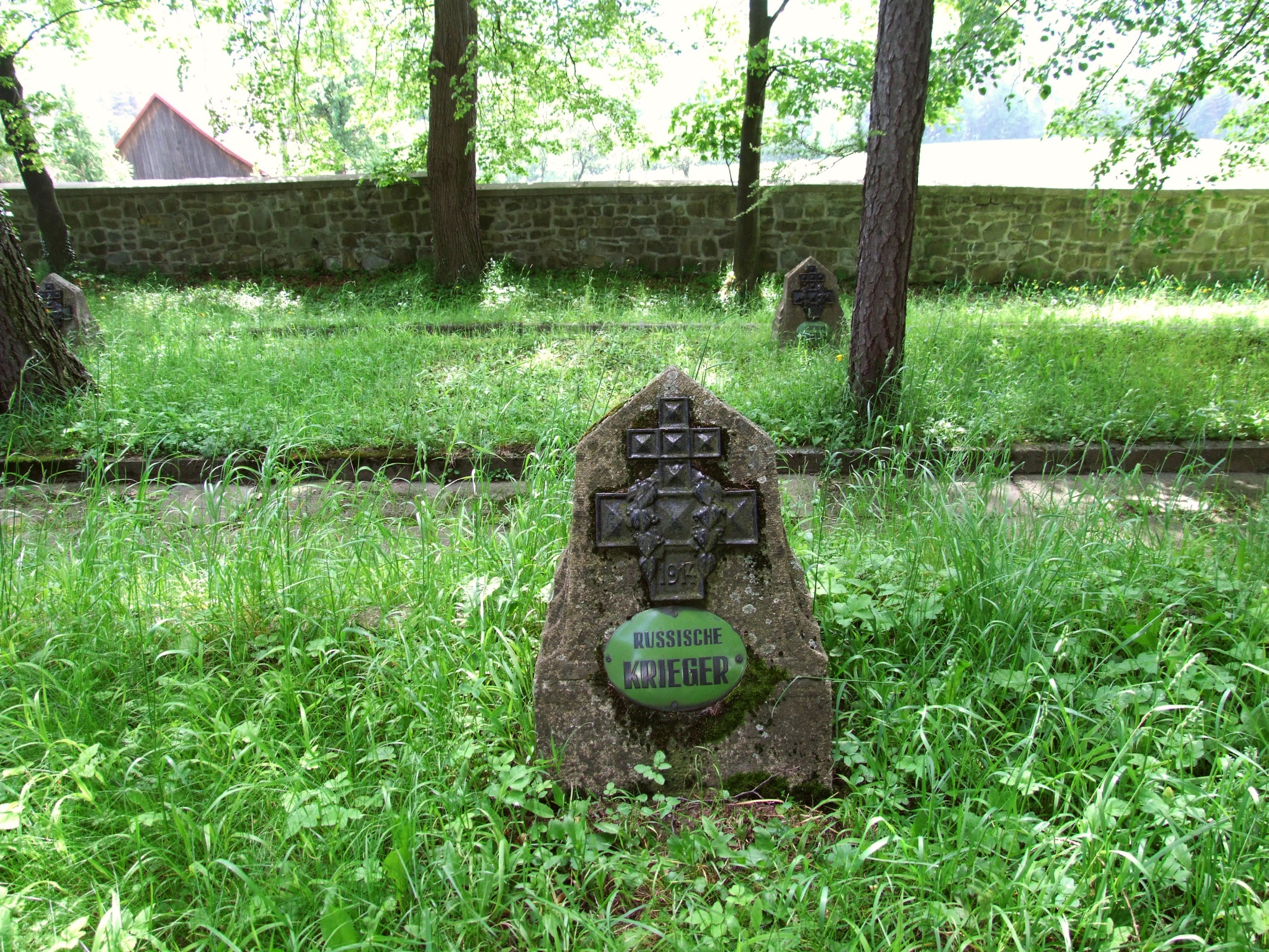
Jeden z nagrobków żołnierzy rosyjskich

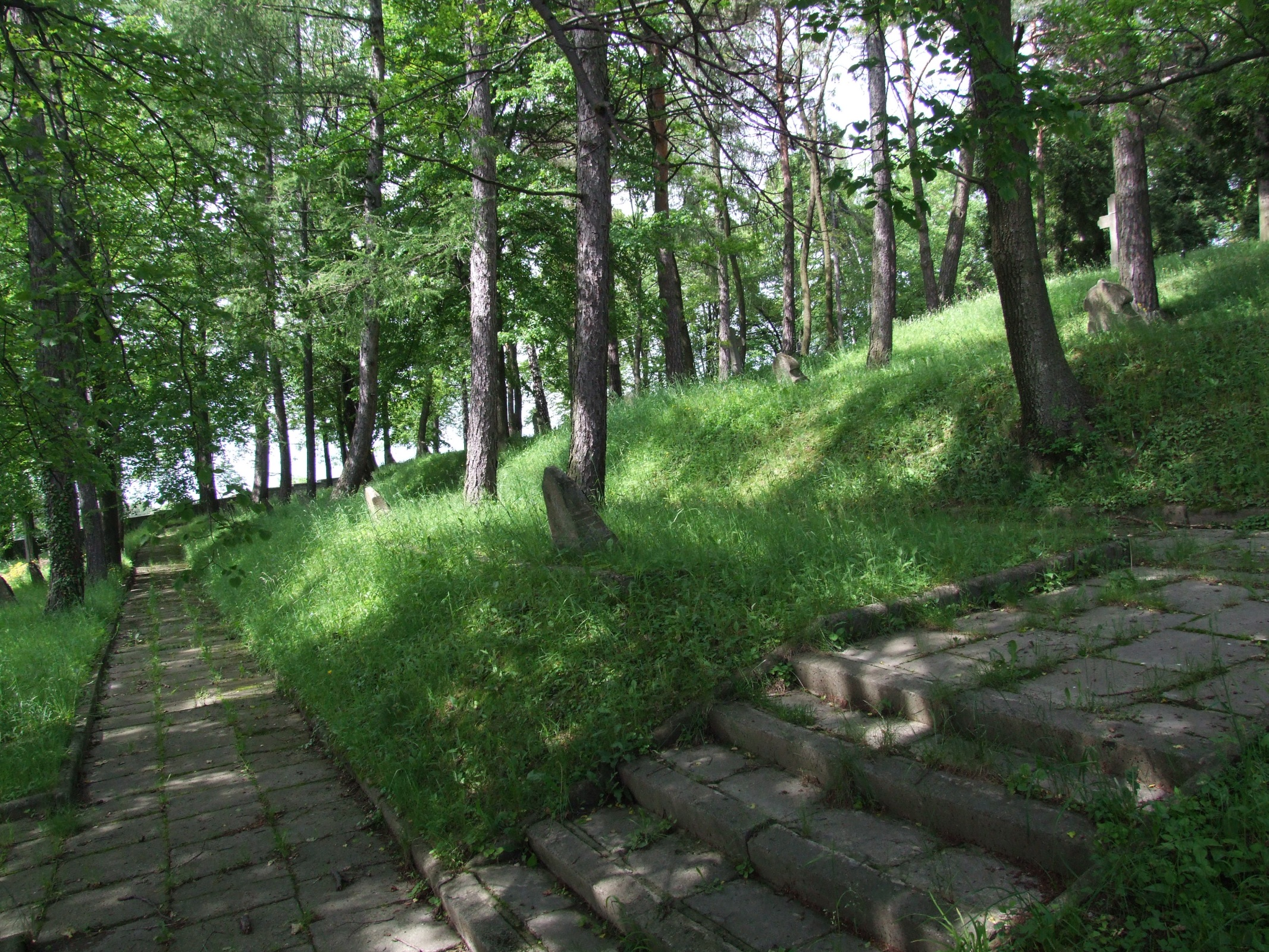
Kwatery cmentarne

Cmentarz nr 368 na Jabłońcu – położony na wysokości 518 m n.p.m. cmentarz wojenny z okresu I wojny światowej na wzgórzu Jabłoniec (624 m n.p.m.) w Limanowej. Znajduje się w odległości 1700 m od drogi krajowej nr 28 na odcinku z Limanowej do Nowego Sącza. Od drogi tej prowadzi na cmentarz stroma i wąska droga dojazdowa. 

## Historia
Jest to cmentarz reprezentacyjny okręgu X, bardzo starannie wykonany i dobrze utrzymany. Według Romana Frodymy jest to jeden z najciekawszych pod względem architektonicznym cmentarzy wojennych w całej Galicji Zachodniej. Pochowano na nim żołnierzy armii austro-węgierskiej i rosyjskiej, którzy zginęli w dniach 7–12 grudnia 1914 w czasie operacji limanowsko-łapanowskiej. Zakończyła się ona zwycięstwem wojsk austriackich, którzy zahamowali rosyjską ofensywę w kierunku Krakowa i Śląska. Dobrze ufortyfikowane wzgórze Jabłoniec zdobyli 11 grudnia, głównie w walce wręcz węgierscy spieszeni huzarzy. Oddziałami austro-węgierskimi dowodził pułkownik Othmar Muhr, który zginął w tej walce. Walki odbywały się również w innych miejscach. 
Na cmentarzu pochowano:
- 161 żołnierzy armii austro-węgierskiej z 34 pułku piechoty landwery, 34 pułku strzelców, 10 pułku piechoty honwedu, 11 pułku dragonów, 4, 9, 10, 13 pułku huzarów, 45 pułku armat polowych landwery, 212, 215 i 216 batalionu zapasowego landszturmu;
- 1 Niemca z 219 pruskiego rezerwowego pułku piechoty
- 247 żołnierzy armii rosyjskiej z kaukaskiej dywizji gen. Dragomira i 10 dywizji kawalerii gen. Kellera.

Oprócz tego na pobliskim Golcowie istnieje drugi, mniejszy Cmentarz wojenny nr 369 – Stara Wieś-Golców, na którym również pochowano żołnierzy poległych w czasie bitwy limanowskiej.

## Pierwszy pochówek
Po bitwie w okolicach Jabłońca leżały setki ciał zabitych żołnierzy. Tylko ciała oficerów zaraz po bitwie przewieziono do Tymbarku, gdzie ich 13 grudnia uroczyście pochowano na miejscowym cmentarzu. Pochowanie żołnierzy dowództwo wojsk austriackich nakazało wójtowi Starej Wsi, który w dniach 13–20 grudnia 1914 dokonał tego przy pomocy chłopów z okolicznych miejscowości. Pochowano ich na wzgórzu Jabłoniec bez trumien i bez butów, jedynie ciała owijano płaszczem wojskowym. Oddzielnie pochowano żołnierzy austriackich, węgierskich i rosyjskich.

## Budowa cmentarza
Właściwy cmentarz wykonano jeszcze w czasie trwania wojny. Przystąpiono do tego w 1915, niezwłocznie po tym, jak w wyniku zwycięskiej dla Austriaków Bitwy pod Gorlicami wyparto wojska rosyjskie dalej na wschód. Autorem projektu jest Gustav Ludvig (1876–1952). Na budowę nie szczędzono sił i środków – już w zamiarze miał to być cmentarz reprezentacyjny. Miał oddawać ducha wielkich wydarzeń tamtych dni i być wyrazem dziękczynienia wszystkim tam poległym bohaterom. Na wzgórzu Jabłoniec usypano ziemną skarpę podbudowaną cokołem z łamanego kamienia. Przez skarpę poprowadzono taras widokowo-spacerowy o długości 128 m. Po jego północnej stronie wybudowano wysoki kamienny obelisk z krzyżem maltańskim. Właściwy, ogrodzony kamiennym murem cmentarz znajduje się po południowej stronie tarasu spacerowego. Nie wszystkie założenia projektu Gustava Ludviga zostały zrealizowane. 
Większość prac przy budowie cmentarza wykonali jeńcy włoscy pod kierownictwem artystów krakowskich (Henryka Uziembły oraz Jana Szczepkowskiego) i Słowaka Dušana Jurkoviča. Do nowo wykonanego cmentarza przeniesiono zwłoki żołnierzy z prowizorycznego cmentarza obok.

## Kaplica-mauzoleum
Na ogrodzony kamiennym murem cmentarz z I wojny światowej wchodzi się dwoma bramami z kutej stali. W środku między bramami znajduje się kaplica-mauzoleum. Jest zwieńczona wysoką kopułą krytą czerwona dachówką „karpiówką” i zwieńczona krzyżem osadzonym na kuli. Dawniej, gdy drzewa na cmentarzu były niewielkie, kopuła ta górowała nad bezleśnym wzgórzem i widoczna była z daleka. Kaplica jest ośmioboczna, murowana z kamienia łupanego. Narożniki wykonane są z pięciobocznych kolumn, również murowanych z kamienia. Powyżej kaplicy, a pod kopułą znajduje się również ośmioboczny tambur z oknami, w których dawniej były kolorowe szybki (obecnie zamknięte są żeliwnymi okiennicami). Projekt kaplicy nawiązuje do północno-włoskiego typu architektury kaplicowej. Nazwana została kaplicą-mauzoleum, gdyż dawniej w jej wnętrzu pochowany był pułkownik Othmar Muhr (w okresie międzywojennym przeniesiono jego szczątki do grobowca rodzinnego na Węgrzech).

## Kwatery cmentarne
Właściwy cmentarz z I wojny światowej ma kształt nieregularnego wieloboku. Wewnątrz jego muru na południowym, dość stromym stoku znajdują się groby żołnierzy austriackich i rosyjskich. Łącznie jest 31 grobów pojedynczych i 34 zbiorowe. Teren pod nie został starannie wytarasowany. Wzdłuż rzędów nagrobków poprowadzono równolegle ścieżki. Cmentarz pełen jest zieleni i ma charakter parku krajobrazowego. Nagrobki żołnierzy austriackich zwieńczone są żeliwnymi krzyżami łacińskimi, zaś żołnierzy rosyjskich — prawosławnymi, także żeliwnymi. W miejscu, w którym zginął pułkownik Othmar Muhr wykonano pomnik. Zwieńczony jest on kulą, która ma architektonicznie nawiązywać do kaplicy. W dolnej części cmentarza znajduje się trójkątny obelisk poświęcony pamięci poległych tutaj honwedów węgierskich.

## Cmentarz żołnierzy sowieckich

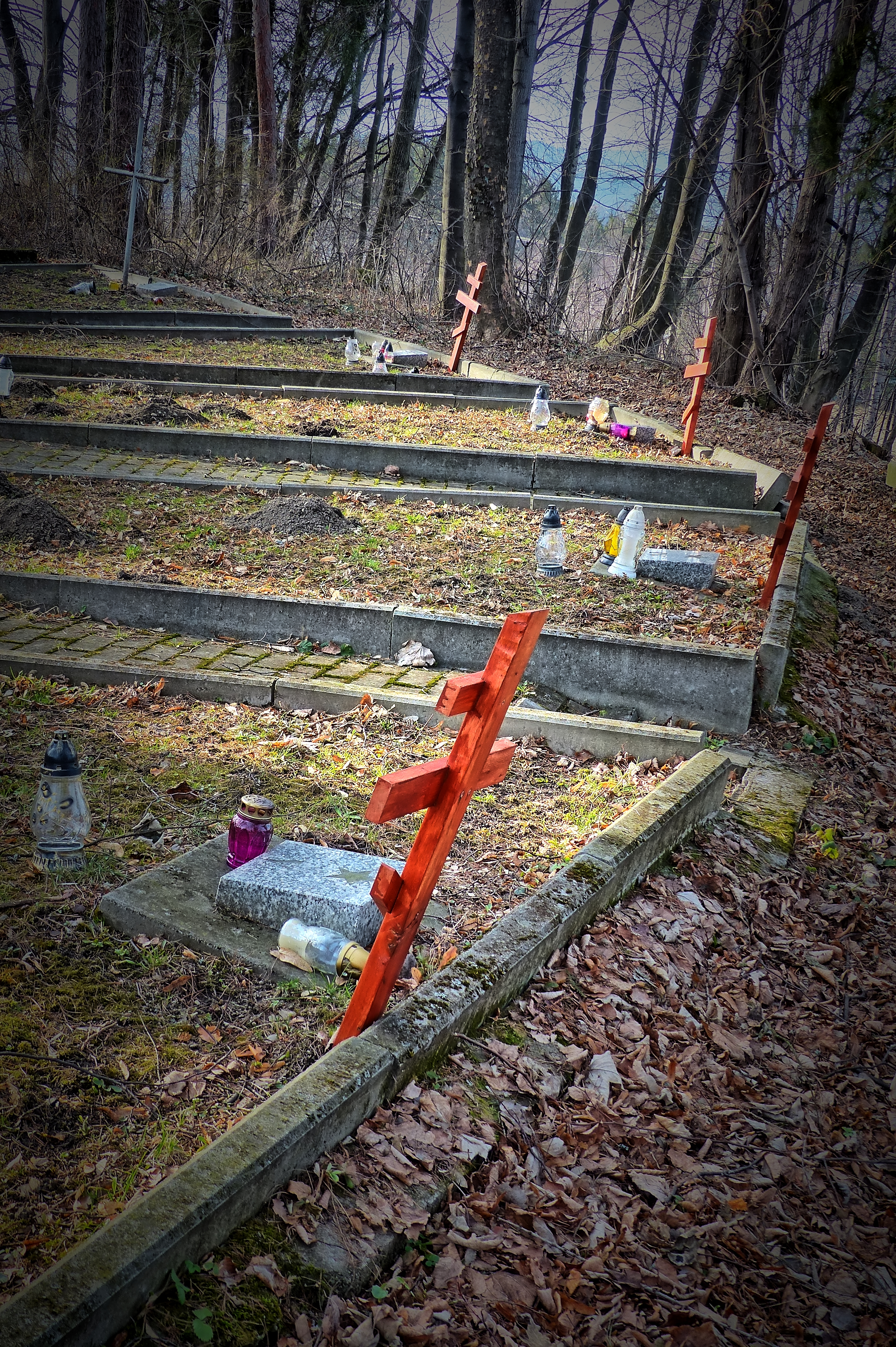
Krzyże na cmentarzu żołnierzy radzieckich

Po północnej stronie trasy spacerowej znajduje się taras z wysoką kolumną, na który schodzi się w dół kamiennymi schodkami. Początkowo był to taras widokowy, z którego roztaczała się bardzo szeroka panorama widokowa, m.in. na całe Pasmo Łososińskie i leżącą poniżej Limanowę. Obecnie widok przesłaniają drzewa. Po II wojnie światowej na tarasie tym wykonano cmentarz żołnierzy i partyzantów radzieckich, których zwłoki ekshumowano i przewieziono tutaj z całego powiatu limanowskiego. Pochowano tutaj 250 żołnierzy sowieckich w kilku zbiorowych mogiłach, na których znajdują się typowe dla radzieckich cmentarzy niskie nagrobki z pięcioramienną gwiazdą.

## Otoczenie cmentarza
Poza cmentarzem, na łące od południowo-zachodniej strony znajduje się wysoka kolumna. Upamiętnia ona Leonarda von Thun und Hohensteina – rotmistrza 9 pułku huzarów, którzy zdobywali wzgórze Jabłoniec. Wybudowano ją w miejscu, w którym zginął, a ufundowała ją jego rodzina, która zabrała z cmentarza zwłoki. Wykonana jest z granitu, również według projektu Gustava Ludviga. Znajduje się na niej napis i herb rodowy. Do kolumny prowadzi trasa spacerowa, z której roztacza się szeroka panorama na południową stronę, na wzniesienia Beskidu Wyspowego.

## Piesze szlaki turystyczne
niebieski: Limanowa – Jabłoniec – Golców – Przełęcz Ostra-Cichoń.
 zielony: Limanowa – Jabłoniec – Łyżka – Pępówka – Łukowica.